# Canton (Ohio)
Canton è un comune (city) degli Stati Uniti d'America e capoluogo della contea di Stark nello Stato dell'Ohio. La popolazione era di 70 458 persone al censimento del 2018. Gli abitanti di Canton vengono chiamati Cantonian. Canton si trova circa 24 miglia (39 km) a sud di Akron, e 60 miglia (97 km) a sud di Cleveland, nell'Ohio nord-orientale.

## Geografia fisica
Secondo lo United States Census Bureau, ha un'area totale di 25,48 miglia quadrate (65,99 km²).

## Storia
Canton fu fondata nel 1805, incorporata come villaggio nel 1822, e re-incorporata come città nel 1838. Bezaleel Wells, il geometra che divise la terra della città, le diede il nome della città di Canton in Cina. Il nome era in ricordo di un commerciante di nome John O'Donnell, il quale ammirava Wells. O'Donnell diede questo nome alla sua piantagione nel Maryland in onore della città cinese, come lo era stato la prima persona a trasportare merci da lì a Baltimora.

## Società

### Evoluzione demografica
Secondo il censimento del 2010, c'erano 73 007 persone.
Nel 2018 la popolazione è scesa a 70 458 abitanti.

### Etnie e minoranze straniere
Secondo il censimento del 2010, la composizione etnica della città era formata dal 69,1% di bianchi, il 24,2% di afroamericani, lo 0,5% di nativi americani, lo 0,3% di asiatici, l'1,0% di altre razze, e il 4,8% di due o più etnie. Ispanici o latinos di qualunque razza erano il 2,6% della popolazione.

## Cultura

### Media
Canton appare in alcuni filmati. Nel 1907, vi fu girato The Unveiling Ceremonies of the McKinley Memorial, Canton, Ohio, September 30, 1907, documentario della Essanay sull'inaugurazione del McKinley Memorial dedicato a William McKinley che visse e lavorò a Canton prima di essere eletto presidente degli Stati Uniti.

## Sport
Canton è sede della Pro Football Hall of Fame e di Tom Benson Hall of Fame Stadium, dove nel 2015 si è disputata la quinta edizione del campionato mondiale di football americano.